# SBU's kvalifikation til DBUs Landspokalturnering for herrer 2009-10
Sjællands Boldspil-Unions kvalifikation til DBUs Landspokalturnering for herrer 2009/2010 var én af DBU's seks lokalunioners kvalifikationsturneringer, der havde til formål at finde i alt 56 hold indrangeret i Danmarksserien eller lavere pr. sæsonen 2008-09 til den landsdækkende 1. runde i DBUs Landspokalturnering for herrer 2009/2010 (Ekstra Bladet Cup 2009/2010). SBU's turnering havde deltagelse af 123 hold, der spillede om 14 ledige pladser i pokalturneringens 1. runde.
Turneringen blev afviklet som en cupturnering over fem runder i foråret 2009, og de 14 vindere i fjerde runde kvalificerede sig til 1. runde af den landsdækkende pokalturnering. De 14 pladser i 1. runde gik til holdene fra AIK 65 Strøby, B 1973, Svebølle B&I, Rishøj Boldklub, Gladsaxe-Hero Boldklub, B 73 Slagelse, Tuse IF, Ledøje-Smørum Fodbold, FC Lejre, Allerød Fodbold Klub, Virum-Sorgenfri Boldklub, Avedøre IF, Elite 3000 Fodbold og Ringsted IF.

## Resultater

### 1. kvalifikationsrunde
Første kvalifikationsrunde havde deltagelse af fire hold fra serie 5, som spillede om to pladser i anden kvalifikationsrunde.
| Dato  | Kamp                       | Res.  |
| ----- | -------------------------- | ----- |
| 16.4. | Gibbon United – Ramløse IF | 11-00 |
| 16.4. | Køge FC – Svogerslev FF    | 3-4   |

### 2. kvalifikationsrunde
Anden kvalifikationsrunde havde deltagelse af de to vindere fra første kvalifikationsrunde samt 56 hold fra serie 3, 4A, 4B og 5, som trådte ind i turneringen i denne runde.
| Dato  | Kamp                                   | Res.  |
| ----- | -------------------------------------- | ----- |
| 27.4. | Kværkeby IF – Ejby IF 68               | 0-2   |
| 28.4. | Stenlille IF – Dianalund IF            | 2-7   |
| 28.4. | Sengeløse GI – Ølstykke B 90           | 1-2   |
| 28.4. | FC 77-Næstved – AIK 65 Strøby          | 1-5   |
| 28.4. | Jyllinge FC – Røde Stjerne Roskilde    | 0-1   |
| 28.4. | Fodby GF – Borup IF                    | 5-3   |
| 28.4. | Melby-Liseleje IF – Slagslunde-Ganløse | 2-3   |
| 28.4. | Al-Quds FF – Brødeskov IF              | 2-0   |
| 28.4. | Eggeslevmagle IF – Anadolu IF          | 0-4   |
| 28.4. | Store Lyngby IF – Ølsted IF            | 0-5   |
| 28.4. | Havdrup GI – Ørslev-Bjerge IF          | 6-0   |
| 28.4. | Måløv BK – Gurre IK                    | UHT   |
| 28.4. | Albertslund BK – Ålholm IF             | 3-1   |
| 28.4. | Grantoftens IF – Gørløse SI            | Afbr. |
| 28.4. | Raklev GI – FS Hashøj                  | 4-1   |

| Dato  | Kamp                                | Res. |
| ----- | ----------------------------------- | ---- |
| 28.4. | Svinninge IF – FC Storebælt         | 3-1  |
| 29.4. | Kirke Værløse IF – Holte SC         | 3-7  |
| 29.4. | Svogerslev FF – Femhøj IF           | 6-1  |
| 29.4. | Gibbon United – Mladost IF          | 7-5  |
| 29.4. | Føllenslev-Særslev IF – Mørkøv IF   | HHT  |
| 29.4. | Team AS Fodbold – Kirke Helsinge IF | 0-9  |
| 29.4. | Brøndby Strand IK – Gundsømagle IF  | 4-3  |
| 29.4. | Vejlø GI – Ørslev IF                | 3-4  |
| 29.4. | Ishøj United – Islev BK             | 6-1  |
| 29.4. | Nordstevs GI – Store Heddinge BK    | 0-2  |
| 5.5.  | Hundige BK – B 77                   | 2-1  |
| 5.5.  | Reerslev IF – Ejby IF               | 0-6  |
| 5.5.  | Egevoldens IC – IF Frem Bjæverskov  | 0-3  |
| 5.5.  | Hørve IF – Tølløse BK               | 4-0  |

### 3. kvalifikationsrunde
Tredje kvalifikationsrunde havde deltagelse af de 29 vindere fra anden kvalifikationsrunde samt 43 hold fra serie 1 og 2, som først trådte ind i turneringen i denne runde.
| Dato  | Kamp                                  | Res. |
| ----- | ------------------------------------- | ---- |
| 12.5. | Raklev GI – Mern UIF                  | UHT  |
| 12.5. | Hundested IK – Herstedøster IC        | 3-2  |
| 12.5. | Ølsted IF – Karlslunde IF             | 1-6  |
| 12.5. | Albertslund BK – IF Hjorten           | 1-4  |
| 12.5. | Gørløse SI – Langebæk Alliancen       | 2-0  |
| 12.5. | IF Skjold Skævinge – Snekkersten IF   | 3-4  |
| 12.5. | MUK – Haslev FC                       | 5-6  |
| 12.5. | AIK 65 Strøby – Ejby IF 68            | 4-2  |
| 12.5. | Svinninge IF – Brøndby Strand IK      | 1-3  |
| 12.5. | Holte SC – Gladsaxe-Hero BK           | 0-4  |
| 12.5. | Måløv BK – Humlebæk BK                | 1-2  |
| 12.5. | Vallensbæk IF 39 – Vordingborg IF     | 7-2  |
| 12.5. | Kvistgård IF – B 73 Slagelse          | 0-6  |
| 12.5. | Brede IF – Lundtofte BK               | 4-2  |
| 12.5. | Ejby IF – Annisse IF                  | 3-1  |
| 12.5. | Benløse IF – Jyderup BK               | 1-0  |
| 12.5. | Hørve IF – Slagslunde-Ganløse IF      | 4-2  |
| 12.5. | Røde Stjerne Roskilde – Espergærde IF | 1-8  |

| Dato  | Kamp                                    | Res.  |
| ----- | --------------------------------------- | ----- |
| 12.5. | Gislinge BK – Slagelse IK               | 2-4   |
| 12.5. | Havdrup GI – Ørslev GIF                 | 5-3   |
| 13.5. | Ishøj United – Rosenhøj BK              | 3-2   |
| 13.5. | IF Frem Bjæverskov – Frederiksværk FK   | 3-1   |
| 13.5. | Ølstykke B 90 – Trundholm FC/Herrestrup | 6-0   |
| 13.5. | Gibbon United – Tuse IF                 | 01-12 |
| 13.5. | Såby Fodbold – Lynge-Uggeløse IF        | 5-7   |
| 13.5. | Al-Quds FF – B 1973                     | 0-8   |
| 13.5. | Store Heddinge BK – Sorø Freja          | 1-3   |
| 13.5. | Gilleleje FK – Fløng-Hedehusene Idræt   | 0-3   |
| 13.5. | Hundige BK – Køge BK                    | 4-1   |
| 13.5. | Ørslev IF – Ishøj BK                    | 1-3   |
| 13.5. | Faxe BK – Herlufsholm GF                | 2-3   |
| 13.5. | Dianalund IF – Bagsværd BK              | 2-0   |
| 13.5. | Svogerslev FF – Roskilde KFUM           | 0-1   |
| 13.5. | Kirke Helsinge IF – Anadolu IF          | 1-2   |
| 13.5. | Fuglebj./Sandved-Tornemark – Hvalsø IF  | 1-4   |
| 19.5. | Fodby GF – Mørkøv IF                    | 4-2   |

### 4. kvalifikationsrunde
Fjerde kvalifikationsrunde havde deltagelse af de 36 vindere fra tredje kvalifikationsrunde samt 20 hold fra Danmarksserien og Sjællandsserien, som først trådte ind i turneringen i denne runde.
| Dato  | Kamp                              | Res. |
| ----- | --------------------------------- | ---- |
| 19.5. | Hundige BK – Dianalund IF         | 5-0  |
| 26.5. | Nivå-Kokkedal FK – Svebølle B&I   | 2-4  |
| 26.5. | Ishøj United – Benløse IF         | 3-1  |
| 26.5. | Hørve IF – Ølstykke B 90          | 2-3  |
| 26.5. | B 1973 – Fløng-Hedehusene Idræt   | 4-0  |
| 26.5. | IF Hjorten – Lynge-Uggeløse IF    | 5-3  |
| 26.5. | Brede IF – Ringsted IF            | 1-2  |
| 26.5. | IF Frem Bjæverskov – Hundested IK | 6-4  |
| 26.5. | Ejby IF – Gørløse SI              | 3-2  |
| 26.5. | Snekkersten IF – Taastrup FC      | 1-2  |
| 26.5. | Gladsaxe-Hero BK – Espergærde IF  | 4-0  |
| 26.5. | B 73 Slagelse – Kalundborg GB     | 2-0  |
| 26.5. | Slagelse IK – Nordvest FC         | 0-5  |
| 26.5. | Raklev GI – Elite 3000            | 1-4  |

| Dato  | Kamp                                | Res. |
| ----- | ----------------------------------- | ---- |
| 26.5. | Brøndby Strand IK – AIK 65 Strøby   | 2-5  |
| 26.5. | Anadolu IF – Virum-Sorgenfri BK     | 1-3  |
| 26.5. | Tuse IF – FK Sydsjælland 05         | 3-2  |
| 26.5. | Havdrup GI – Vallensbæk IF          | 3-1  |
| 26.5. | Herlufsholm GF – IF Skjold Birkerød | 4-1  |
| 26.5. | Humlebæk BK – Frederikssund IK      | 0-3  |
| 26.5. | Karlslunde IF – FC Lejre            | 1-5  |
| 26.5. | Fredensborg BI – Avedøre IF         | 0-3  |
| 26.5. | Rishøj BK – Albertslund IF          | 3-0  |
| 26.5. | Hvalsø IF – Solrød FC               | 0-3  |
| 26.5. | Roskilde KFUM – Allerød FK          | 1-4  |
| 26.5. | Haslev FC – Ledøje-Smørum Fodbold   | 2-4  |
| 2.6.  | Fodby GF – Herlev IF                | 0-3  |
| 2.6.  | Ishøj BK – Sorø Freja               | 2-6  |

### 5. kvalifikationsrunde
Femte kvalifikationsrunde havde deltaglse af de 28 vindere fra 4. runde. De 14 vindere i denne runde kvalificerede sig til 1. runde af DBUs Landspokalturnering 2009/2010 (Ekstra Bladet Cup 2009/2010).
| Dato | Kamp                             | Res. |
| ---- | -------------------------------- | ---- |
| 9.6. | AIK 65 Strøby – Frederikssund IK | 1-0  |
| 9.6. | Ølstykke B 90 – B 1973           | 0-2  |
| 9.6. | Svebølle B&I – Herlev IF         | 3-2  |
| 9.6. | IF Frem Bjæverskov – Rishøj BK   | 1-9  |
| 9.6. | Havdrup GI – Gladsaxe-Hero BK    | 1-2  |
| 9.6. | Hundige BK – B 73 Slagelse       | 3-4  |
| 9.6. | Tuse IF – FK Sorø Freja          | 7-5  |

| Dato  | Kamp                              | Res. |
| ----- | --------------------------------- | ---- |
| 9.6.  | Solrød FC – Ledøje-Smørum Fodbold | 0-2  |
| 9.6.  | FC Lejre – Nordvest FC            | 1-0  |
| 9.6.  | Ejby IF – Allerød FK              | 1-6  |
| 9.6.  | IF Hjorten – Virum-Sorgenfri BK   | 3-4  |
| 9.6.  | Ishøj United – Avedøre IF         | 1-2  |
| 9.6.  | Herlufsholm GF – Elite 3000       | 2-6  |
| 16.6. | Taastrup FC – Ringsted IF         | 0-4  |